# 1924
1924 (MCMXXIV) var ett skottår som började en tisdag i den gregorianska kalendern och ett skottår som började en måndag i den julianska kalendern.

## Händelser

### Januari

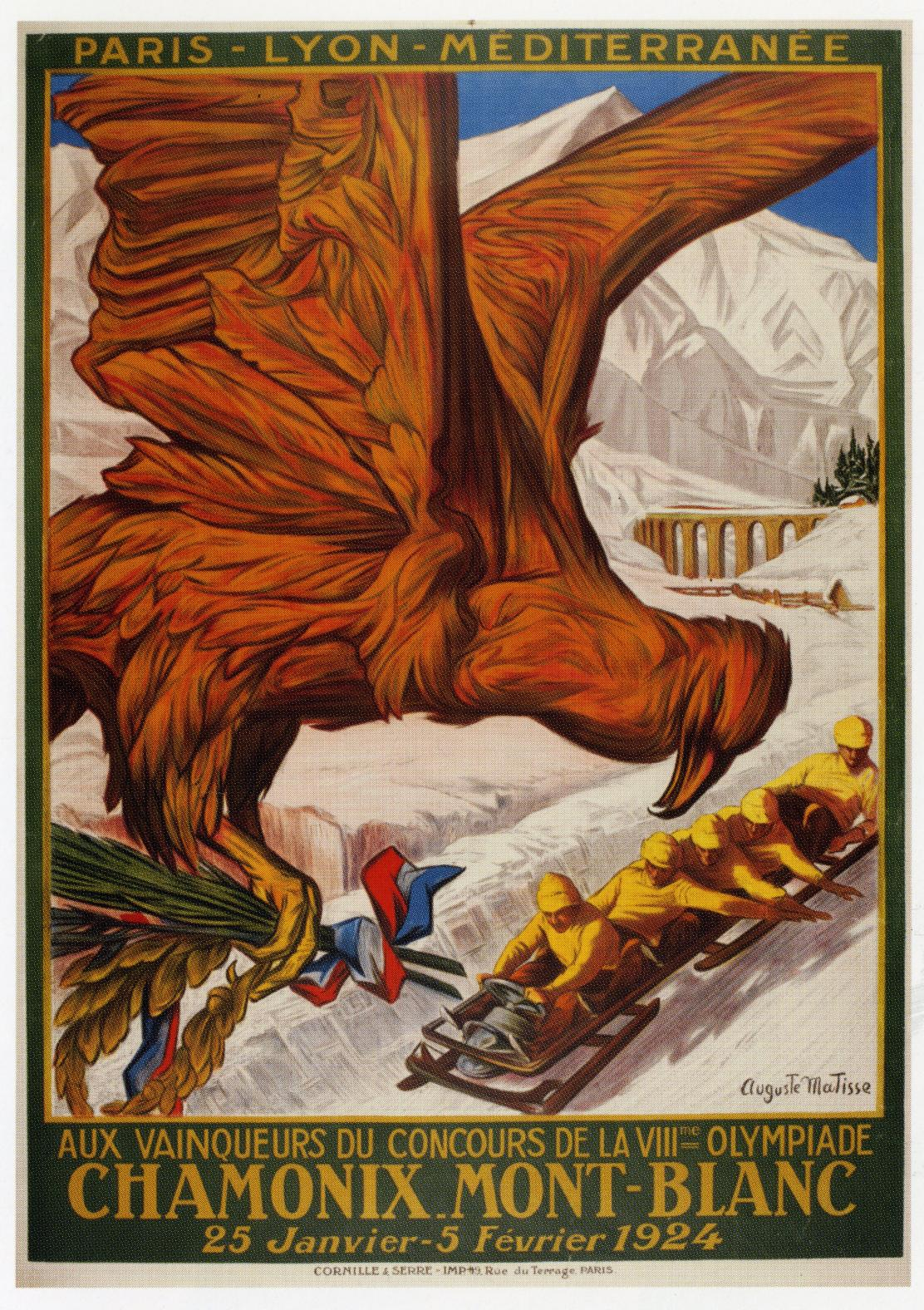
Första Olympiska vinterspelen hölls i Chamonix-Mont-Blanc, Frankrike.

- 1 januari – Ernst Rolfs revy "Lyckolandet" har premiär på Oscarsteatern, och är en helt ny teaterform för Sverige där kabaré blandas med amerikansk show [1].
- 4 januari – Storstrejk utbryter i Stockholm.
- 5 januari – Nya tennishallen vid Östermalms idrottsplats i Stockholm invigs.
- 7 januari – Kvinnornas idrottsriksdag samlas för första gången, varvid Svenska kvinnors centralförbund för fysisk kultur bildas.
- 8 januari – Renhållningsarbetarna i Sundsvall går ut i strejk.
- 9 januari – Det svenska Frisinnade folkpartiet bildas, knutet till Frisinnade landsföreningen.
- 10 januari – Arbetslösa från Stockholm anländer till Sundsvall för att ersätta de strejkande renhållningsarbetarna och mottas med demonstrationer.
- 12 januari – Automatisk telefontrafik införs för vissa abonnenter i Stockholm.
- 15 januari – De strejkande renhållningsarbetarna i Sundsvall demonstrerar mot inkallade strejkbrytare.
- 16 januari – En polisstyrka på 20 man sänds från Stockholm till Sundsvall med anledning av strejken.
- 17 januari
  - Svenska kommunalarbetareförbundet förklarar att de till Sundsvall kallade poliserna måste återsändas.
  - Mul- och klövsjuka konstateras i Skåne.
- 22 januari – Labour tar för första gången regeringsmakten i Storbritannien [2] med James Ramsey McDonald som premiärminister.
- 25 januari – I Chamonix, Frankrike invigs en internationell vintersportvecka [3], som kom att bli de första olympiska vinterpelen.
- 26 januari
  - Den sovjetiska staden Petrograd byter namn till Leningrad till Lenins ära [3].
  - Arthur Gibbs inspelning av The Charleston ligger överst på USA-listan och den nya modedansen är ett faktum.
- 27 januari – Josef Stalin håller minnestalet när 59Lenins balsamerade stoft placeras i mausoleum vid Röda torget i Moskva, och det är tänkt att trojkan Josef Stalin, Lev Kamenjev och Grigorij Zinovjev skall leda landet.[3].

### Februari
- 1 februari

Gaskammare används för första gången vid avrättning i USA.

IBM

  - Den svenska regeringens försvarsförslag framläggs med 195 dagars utbildning för infanteriet, Karlsborgs nedläggande och förbandsnedläggningar.
  - Storbritannien erkänner Sovjetunionen.
- 3 februari – Förslaget att hänskjuta renhållningsstrejken i Sundsvall till skiljedom avvisas av arbetarna.
- 8 februari – Gaskammare används för första gången vid avrättning i USA, "den humanaste metoden att döda en människa" enligt konstruktionen.[4].
- 12 februari
  - Tutankhamuns grav öppnas.
  - George Gershwins orkesterstycke "Rhapsody in Blue" uruppförs i New York och får entusiastiskt mottagande [3].
- 14 februari
  - Förlikningsmannens medlingsförsök i Sundsvallskonflikten strandar.
  - Det amerikanska kontorsmaskinföretaget IBM bildas.
- 15 februari – Den första nordiska naturskyddskonferensen, som pågått några dagar i Stockholm, avslutas.
- 18 februari – Victor Sjöströms första Hollywoodfilm, Inför högre rätt, har biopremiär [1].
- 22 februari–24 maj – Storkonflikt på norska arbetsmarknaden [2].
- 26 februari – Motionerna i den svenska försvarsfrågan inlämnas.
- 27 februari – Vid världsmästerskapen i konståkning i Manchester vinner Gillis Grafström, Sverige guld [3].
- 28 februari–31 mars – Amerikanska trupper landstiger i Honduras för att skydda amerikanska medborgare och intressen i samband med valoroligheter [5].

### Mars

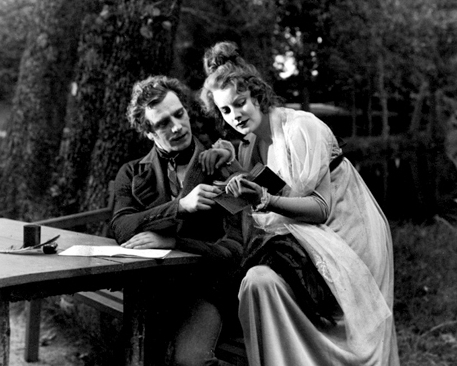
Gösta Berlings saga

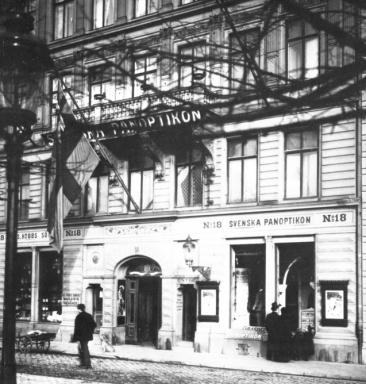
Svenska Panoptikons entré.

- 1 mars – Filmen Gösta Berlings saga har biopremiär på Röda Kvarn[6], regisserad av Mauritz Stiller.
- 10 mars – Man lyckas häva mul- och klövsjukan i Skåne.
- 13 mars – De sista till Sundsvall kommenderade poliserna återvänder till Stockholm.
- 15 mars – Sverige erkänner Sovjetunionen och ett handelsavtal mellan staterna undertecknas [1].
- 18 mars – Vaxkabinettet Svenska Panoptikon i Stockholm säljs på auktion [7].

### April
- 1 april
  - Adolf Hitler döms till fem års fängelse och 500 guldmark i böter i högförräderiprocessen efter ölkällarkuppen 1923 [3].
  - För att stabilisera penningvärdet och undvika att kronan som fri valuta utsätts för spekulation blir Sverige första land i Europa att återinföra guldmyntfoten [3], som avskaffades i början av första världskriget. En krona är värd 1/2480 kg guld [8].
  - Internationell statistik visar att Stockholm är världens telefontätaste stad, med 25 telefoner per 100 invånare [8].
- 2 april – Inbrottstjuvar spränger kassaskåpet på poststationen i Arvidsjaur och tar 26 000 kronor i kontanter. Inga spår efter förövarna.
- 5 april – Sympatistrejk för renhållningsarbetarna utbryter på Sundsvalls byggnadskontor.
- 6 april – Fascisterna får nästan två tredjedelar av rösterna vid parlamentsvalet i Italien [3].
- 8 april – AB Stockholms Macaronifabrik i Sundbybergs köping, Sveriges största, brinner ner. Värdet uppskattas till 200 000 kronor.
- 11 april – Rundradion kräver indirekt sitt första dödsoffer i Sverige: En yngling kommer i kontakt med en elledning under arbete med en radioantenn.
- 14 april
  - Uppgörelse träffas i de svenska byggnadsfacken. Murares och träarbetares timlöner höjs med 18 à 20 procent.
  - Stockholms första och enda bensinspårvagn börjar trafikera sträckan Karlaplan–Frihamnen.
- 18 april – Den svårtillgängliga Peipaktetoppen i Sarekmassivet bestigs för första gången.
- 20 april – Vattendragen i södra och mellersta Sverige stiger kraftigt och orsakar svåra översvämningar.
- 24 april – Samfundet Sverige-Finland bildas i Stockholm.
- 28 april – Med tveksamhet antar betodlarna i Skåne ett av Sockerbolaget angivet bud i betprisfrågan.
- 30 april – Sveriges riksdag antar en svensk radiolag, som ger staten rätt att besluta vem som får göra radioutsändningar och hur dessa skall finansieras [8]. Lagen kallas "lag om elektriska anläggningar för trådlös telegrafering och telefoni [1]. Härvid bildas AB Radiotjänst (sedermera Sveriges Radio), som får monopol på rundradiosändningar. Tidningarnas telegrambyrå får monopol på nyhetsförmedling i radio. Svenska staten utfärdar regler för sändningarnas innehåll i sändningarna, men ansvarar inte för programverksamheten. Staten tar också hand om sändaranläggningar och distributionen till lyssnarna. Verksamheten finansieras av mottagarlicenser.

### Maj
- 1 maj – Den första stämningen efter Stims tillkomst angående rätten till ett musikaliskt verk inges. Kärande är Jean Sibelius och svarande är Svensk Filmindustri.
- 2 maj – Stensele kyrkby härjas av eldsvåda varvid 25 familjer blir hemlösa.
- 3 maj – Carl Milles med "Folkungafontänen" erhåller första pris i en tävling om förslag till Folkungabrunn i Linköping [1].
- 5 maj – Det svenska försvarsutskottet beslutar enhälligt att föreslå upprättandet av ett självständigt flygvapen om fyra kårer.
- 11 maj – Erik Rafael-Rådbergs Jenny Lind-staty avtäcks på Framnäs udde vid Djurgårdsbrunnsviken.
- 13 maj – En järnvägsolycka inträffar vid Näsvikens station vid Hudiksvall då ett godståg spårar ur. Loket välter och 22 vagnar ramponeras, men inga människor blir skadade.
- 14 maj – Sveriges riksdag godkänner bensinskatt på 5 öre per liter [1].
- 17 maj
  - Sveriges riksdag säger ja till att införa ett system med postgirokonton i Sverige från 1925, för att förenkla betalningarna för företag och allmänheten [3].
  - Mälaren börjar översvämma Mälartorget, Munkbrokajen och Stadshusets trädgård i Stockholm.
- 23 maj
  - Sovjets förste minister i Stockholm, Ossinskij, överlämnar sina kreditivbrev till konungen.
  - Den svenska riksdagens försvarsdebatt börjar.
- 24 maj – Regeringen Tryggers försvarsopposition förkastas av Sveriges riksdag.
- 30 maj – Ett nordiskt studentsångarmöte i Stockholm samlar 300 deltagare.

### Juni

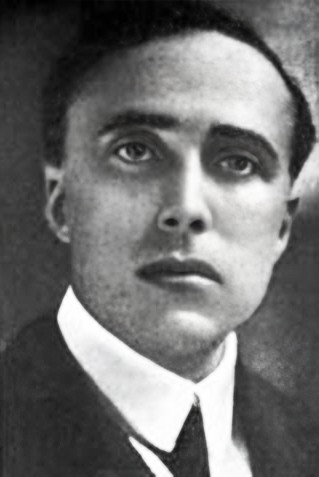
Giacomo Matteotti

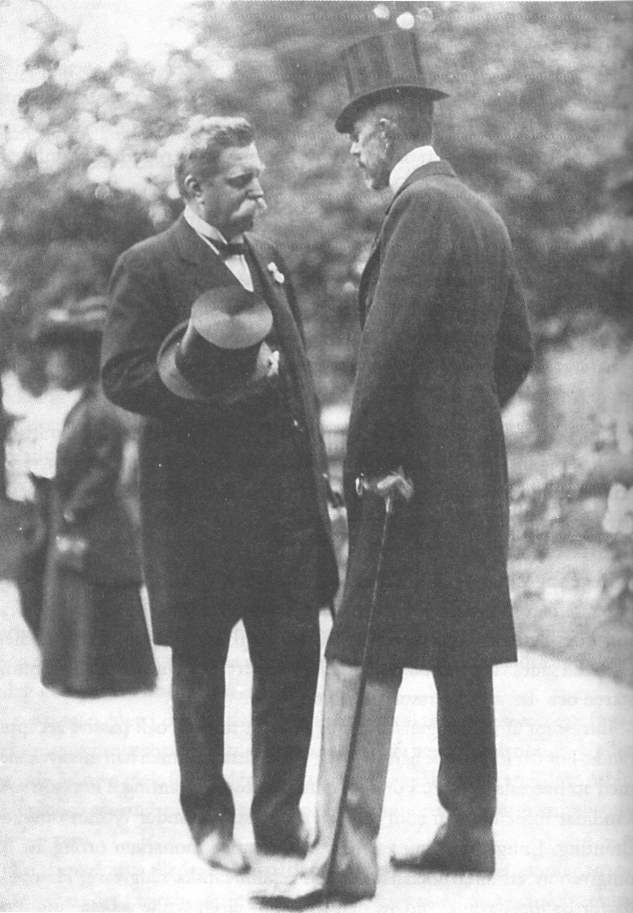
Arbetskonferensen i Genève väljer Hjalmar Branting till ordförande.

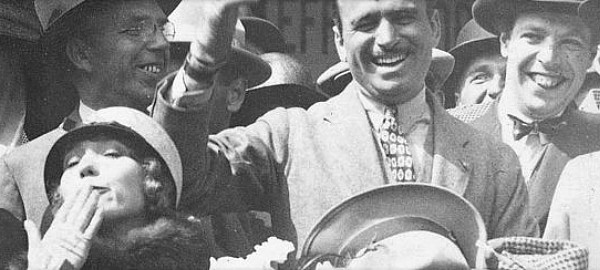
Mary Pickford och Douglas Fairbanks hyllas vid sin ankomst med tåg till Stockholm 1924. Foto från trappan vid Centralplan utanför Stockholms centralstation.

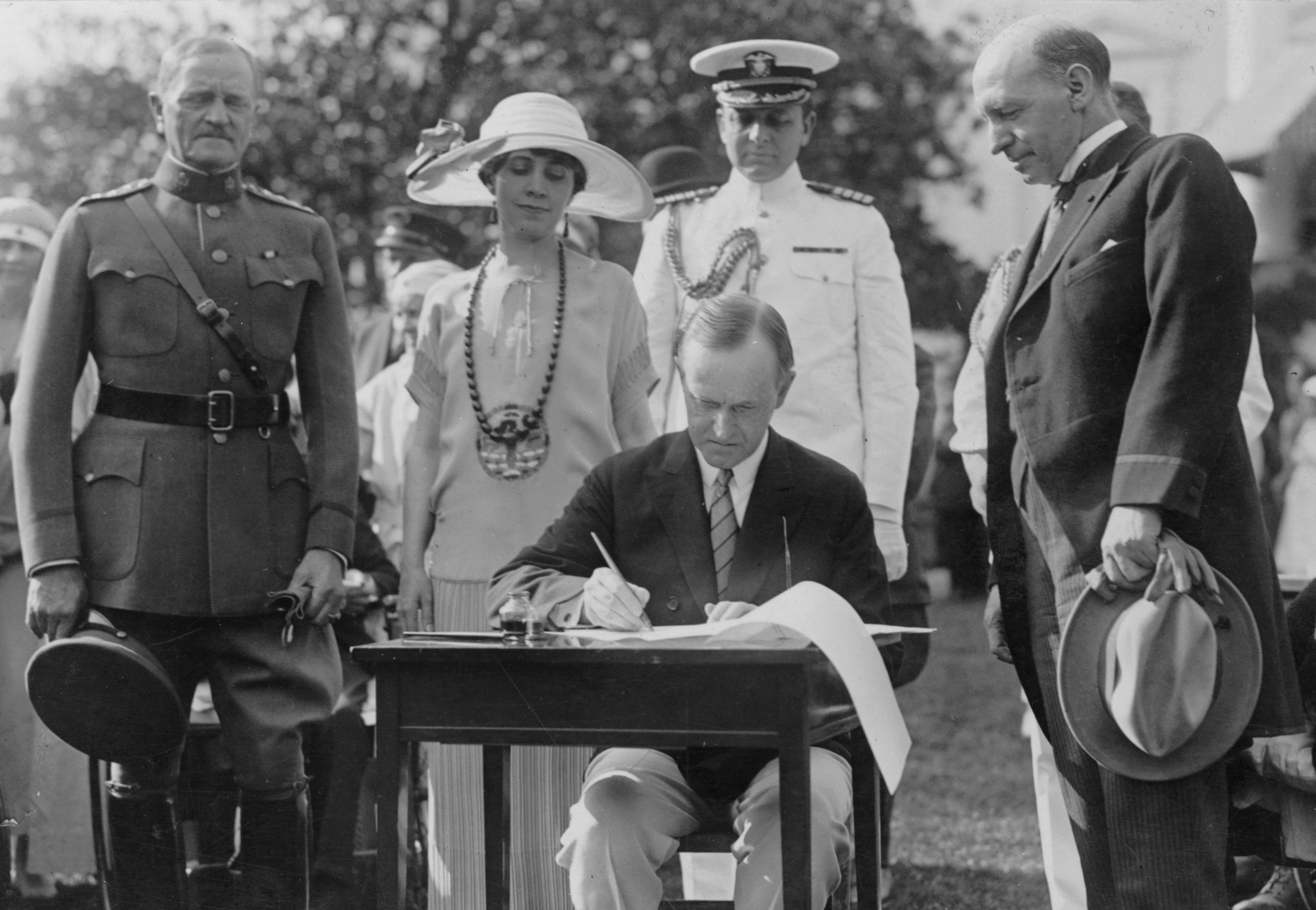
Immigration Act of 1924

- 1 juni – Malmö nya personbangård, den dittills största i Norden, tas i bruk.
- 2 juni
  - Flygbolaget ABA öppnar mellan Lindarängen, Stockholm och Helsingfors sin första reguljära flyglinje [3].
  - Andra nordiska författarmötet öppnas i Stockholm.
- 6 juni – Nöjesfältet, mitt emot Gröna Lund i Stockholm, invigs.
- 7 juni – Vattenståndet i Mälaren når sin maxhöjd, 554 cm.
- 8 juni – Abessiniens regent, prins Ras Tafari (Haile Selassie), anländer till Stockholm och mottas av representanter för kungahuset och regeringen med flera.
- 10 juni – Italienska socialistpartiets ledare Giacomo Matteotti tvingas in i en bil på väg till den italienska nationalförsamlingen och mördas av fascister [3].
- 12 juni – Slutresultatet för en svensk insamling för det 1923 jordbävningsdrabbade Japan blir 177 050 SEK.
- 15 juni – En utredning om en rationellare svensk skatteuppbörd tillsätts.
- 16 juni – Arbetskonferensen i Genève väljer Hjalmar Branting till ordförande.
- 17 juni – Marinflygaren kapten A Flory fullbordar en flygfärd mellan Southampton och Stockholm.
- 21 juni – Filmstjärnorna Mary Pickford och Douglas Fairbanks besöker Stockholm [4].
- 22 juni – Den nederländska kungafamiljen kommer på officiellt statsbesök till Sverige.
- 25 juni – USA inför en ny immigrationslag som förbjuder all invandring från Japan och kraftigt begränsar migrationen från Syd- och Östeuropa [3].

### Juli
- 1 juli

Olympiska sommarspelen 1924:Karta över spelplatser och listning (på franska) av idrottsgrenarna under spelen.

  - En reguljär flyglinje öppnas mellan Malmö och Hamburg.  Under året öppnas även flyglinjerna Malmö–Köpenhamn och Stockholm–Helsingfors [1].
  - Reguljär luftposttrafik öppnas på linjen Malmö–Hamburg–Amsterdam–Rotterdam.
- 4 juli – Åttonde världspostkongressen öppnas av kung Gustaf V i rikssalen på Stockholms slott.
- 5 juli
  - I Säter inleder det svenska kungaparet en fyra dagars bilresa genom Dalarna.
  - Vid ett militäruppror i Brasilien tar militären kontroll över São Paulo och behåller den månaden ut.
- 5–27 juli – Under de 8:e moderna olympiska sommarspelen i Paris dominerar Paavo Nurmi, Finland långdistanslöpningen med fem guldmedaljer – [3]. Bland andra är Sverige framgångsrika med guld i brottning, modern femkamp och dressyr [1].
- 6 juli – Regelbunden flygtrafik mellan Malmö och Köpenhamn börjar.
- 12 juli – Företaget Kleenex lanserar världens de första pappersnäsdukar (för västvärlden).
- 21 juli – Tre visenter från Skansen släpps ut i en stor park i Västmanland. Senare överförs ytterligare två djur till parken.
- 22 juli – Fyra barn dödas vid lek med en gammal granatkartesch på Björkborns gamla skjutbana vid Bofors.

### Augusti

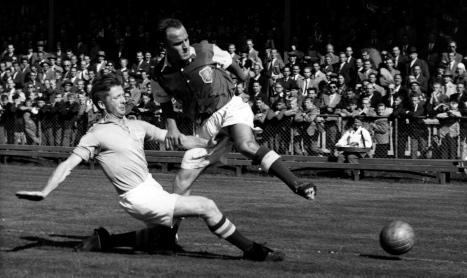
Första Allsvenskan i fotboll.

- 2 augusti – Östarpsgården i Skåne invigs som del av Kulturhistoriska museet i Lund.
- 3 augusti – I Sverige startar den första Allsvenska serien i fotboll. Serien ersätter det tidigare svenska mästerskapet i fotboll [3], och innehåller tolv lag.
- 4 augusti – Damfriidrottstävlingen Women's Olympiad hålls i London, 8 nationer deltar
- 5 augusti – I vattnet mellan Fåfängan och Hammarbyleden i Stockholm påträffas liket av en ung kvinna i en tillknuten säck. En utländsk styrman erkänner mordet.
- 10 augusti – Östra Ryds gamla kyrka (från 1400-talet) i Uppland återinvigs av ärkebiskopen.
- 11 augusti – Prinsparet av Siam anländer på statsbesök till Stockholm.
- 12 augusti
  - I Älvdalen grundar veterinären Birger Furugård Sveriges första nationalsocialistiska parti, Svenska nationalsocialistiska frihetsförbundet [8].
  - En roddbåt med fem flickor och en pojke kantrar vid Ölands Smedby varvid flickorna omkommer.
- 16 augusti – En handelstraktat mellan Sverige och Lettland undertecknas, grundad på principen om mest gynnad nation.
- 18 augusti – Nattflygning mellan Stockholm och Berlin börjar.
- 20 augusti
  - Styrelsemajoriteten i Folkets Dagblad Politiken med Karl Kilbom i spetsen övertar genom en nattlig kupp tidningens redaktionella ledning.
  - Sveriges kommunistiska parti med cirka 9 000 medlemmar splittras, då en minoritet led av Zeth Höglund lämnar partiet och bildar ett eget kommunistiskt parti [3].
- 22 augusti – Världsscoutledaren Baden-Powell anländer till Stockholm.
- 25 augusti – Stockholmsläroverkens "intagningscentral" träder i verksamhet. Det finns 167 sökande men bara 65 platser.
- 28 augusti – Ett smuggelfartyg med 30 000 liter sprit ombord förstörs genom brand utanför Kapelluddens fyr på Öland.
- 31 augusti
  - Kokainet kräver sitt första dödsoffer i Stockholm, en 33-årig arbetare.
  - Paavo Nurmi sätter nytt världsrekord på 10 000 meter.

### September
- September
  - USA skickar marinsoldater till Kina för att skydda amerikaner och andra utlänningar i Shanghai under oroligheter [5].
  - De amerikanska soldater som i maj 1916 landsteg i Dominikanska republiken vänder hemåt igen [5].
- 1 september – Det första svenska sexdagarsloppet på cykel vinns av Erik "Orsa" Bohlin från Uppsala [8]. 19 deltagare startar [1].
- 2 september – Nordiska prästmötet i Lund öppnas med 645 deltagare.
- 4 september – Lokal strejk på grund av lönetvist inom pälsvaruindustrin i Malmö besvaras med blockad, som berör nästan hela Sverige.
- 6 september – En av ingenjörstrupper byggd hängbro över Dalälven vid Överboda invigs. Den är en av de längsta hängbroarna i Sverige.
- 10 september – Sveriges första Lottakår bildas under namnet Stockholms landstormskvinnoförening.
- 11 september – Två spårvagnar kolliderar vid Brunnsbacken nära Slussen i Stockholm. En arbetare dödas och fem skadas.
- 14 september – Det trettonde svenska allmänna kyrkliga mötet inleds och avslutas den 17 september.
- 17 september – Vid andrakammarvalet i Sverige blir socialdemokraterna största parti med 104 mandat.
- 18 september – Den svenska bostadskooperationen HSB:s riksförbund (Hyresgästernas sparkasse- och byggnadsförening) bildas.
- 20 september – Stockholms organiserade tidningskolportörer beslutar att upphöra med försäljningen av de allt talrikare "smutstidningarna".
- 23 september – Lidingöbro värdshus vid Kaknäs på Djurgården i Stockholm brinner ner.
- 28 september – Sveriges dittills två sista obestigna bergstoppar, Sareks nordtopp och Suchtkammen, meddelas vara uppnådda.
- 29 september – Dalälvens regleringsförening beslutar att omedelbart genomföra en reglering av Siljan.

### Oktober
- 2 oktober – Genèveprotokollet, bland annat med förbud mot anfallskrig, antas av Nationernas Förbund.
- 3 oktober – Den svenska regeringen ger AB Radiotjänst ensamrätt på rundradiosändningar, som skall finansieras med licenser [8].
- 6 oktober – Den skandinaviska myntunionen upplöses formellt, varvid danska och norska skiljemynt upphör att vara lagligt betalningsmedel i Sverige.
- 10 oktober – Bryggeriarbetarstrejk utbryter i Stockholm.
- 12 oktober – Kassan på Komediteatern i Stockholm rånas under revolverhot på 800 kronor. Rånaren undkommer.
- 13 oktober – En uppgörelse träffas i pälsvaruindustristrejken i Malmö.
- 14 oktober – Den konservativa svenska regeringen avgår på försvarsfrågan, och Hjalmar Branting kan bilda en tredje ministär [8].
- 16 oktober – En paratyfusepidemi med över 60 fall utbryter i Stockholm. Epidemin kommer från några tårtor levererade av ett konditori på Kungsholmen.
- 18 oktober – Hjalmar Branting som presenterar sin tredje socialdemokratiska regering, med nedskärning av svenska försvaret överst på dagordningen [1] ,och Östen Undén blir utrikesminister. Ernst Trygger avgår som svensk statsminister
- 24 oktober – Svenska lantarbetareförbundet proklamerar strejk. Cirka 2 500 man berörs.
- 28 oktober – En trafikräkning genomförs vid Slussen i Stockholm. Nära 25 000 åkdon passerar under dagen, varav ungefär hälften är bilar.
- 29 oktober – Storbritanniens labourregering avgår [2].

### November

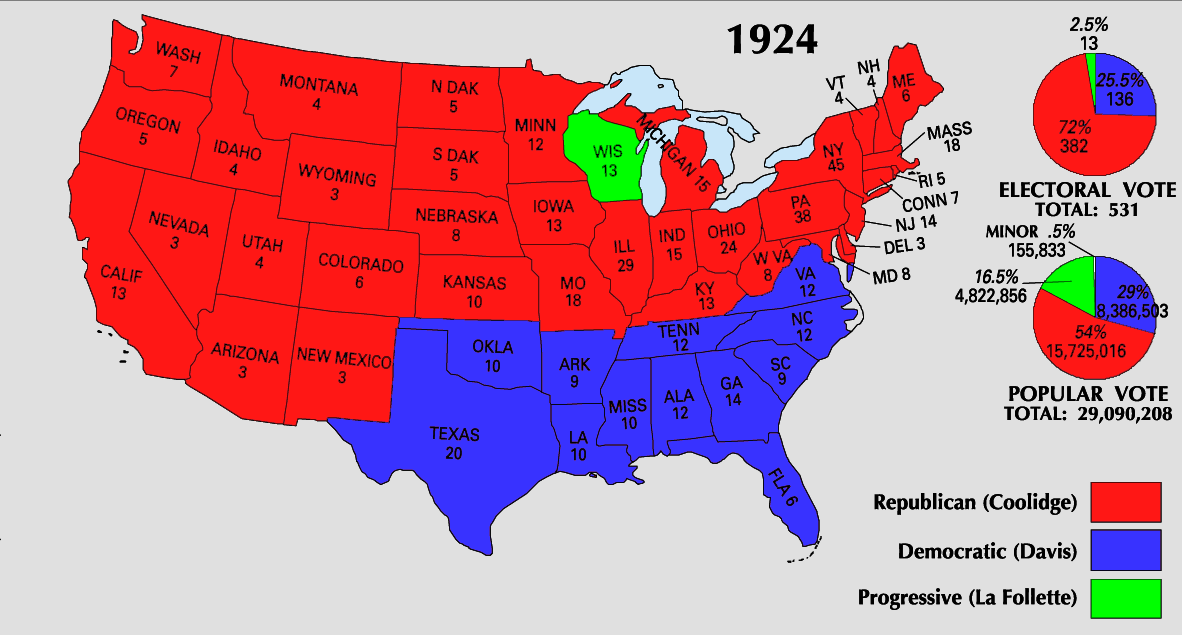
Presidentval i USA.

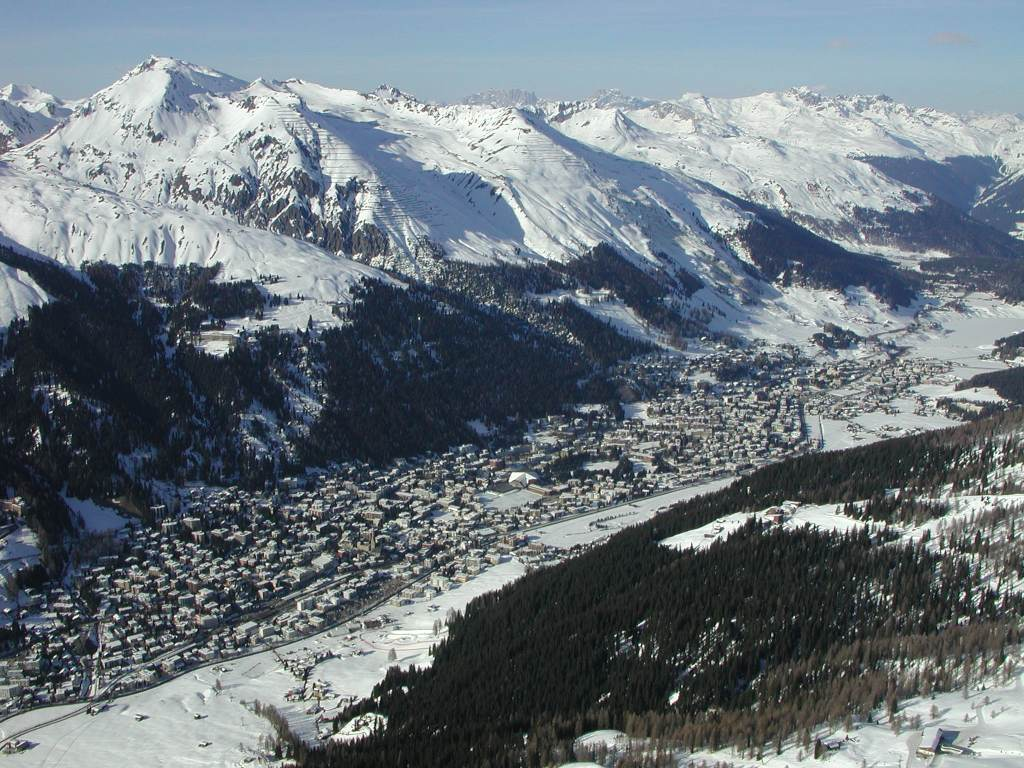
Bergtagen

- 4 november – Republikanen Calvin Coolidge besegrar Demokraten John W. Davis och progressiva Robert M. La Follette, Sr. vid presidentvalet i USA.
- 7 november – Växjö Schackklubb bildades vid ett möte på Roséns kafé i Växjö.
- 8 november
  - Mul- och klövsjukan utbryter åter i Skåne (smittan överförd från Danmark).
  - Järnvägen Sveg–Hede i Härjedalen invigs.
- 14 november – Bryggeriarbetarna i Stockholm går med på medlingsförslagets villkor och avblåser strejken.
- 17 november – Södertälje kanal står färdig efter ombyggnaden.
- 18 november – Vid ett dynamitinbrott i Hällefors bruks kontor tillgrips 26 000 kronor. Tjuvarna undkommer.
- 22 november – Bibliotekarien R Höckert blir svårt misshandlad av ligister på Söder i Stockholm då han tagit ett par ofredade damer i försvar. Detta framkallar en livlig pressdiskussion om säkerheten på Stockholms gator, varunder behovet av effektivare polisbevakning med styrka framhålls.
- 28 november – Thomas Manns roman Bergtagen publiceras.

### December
- 1 december

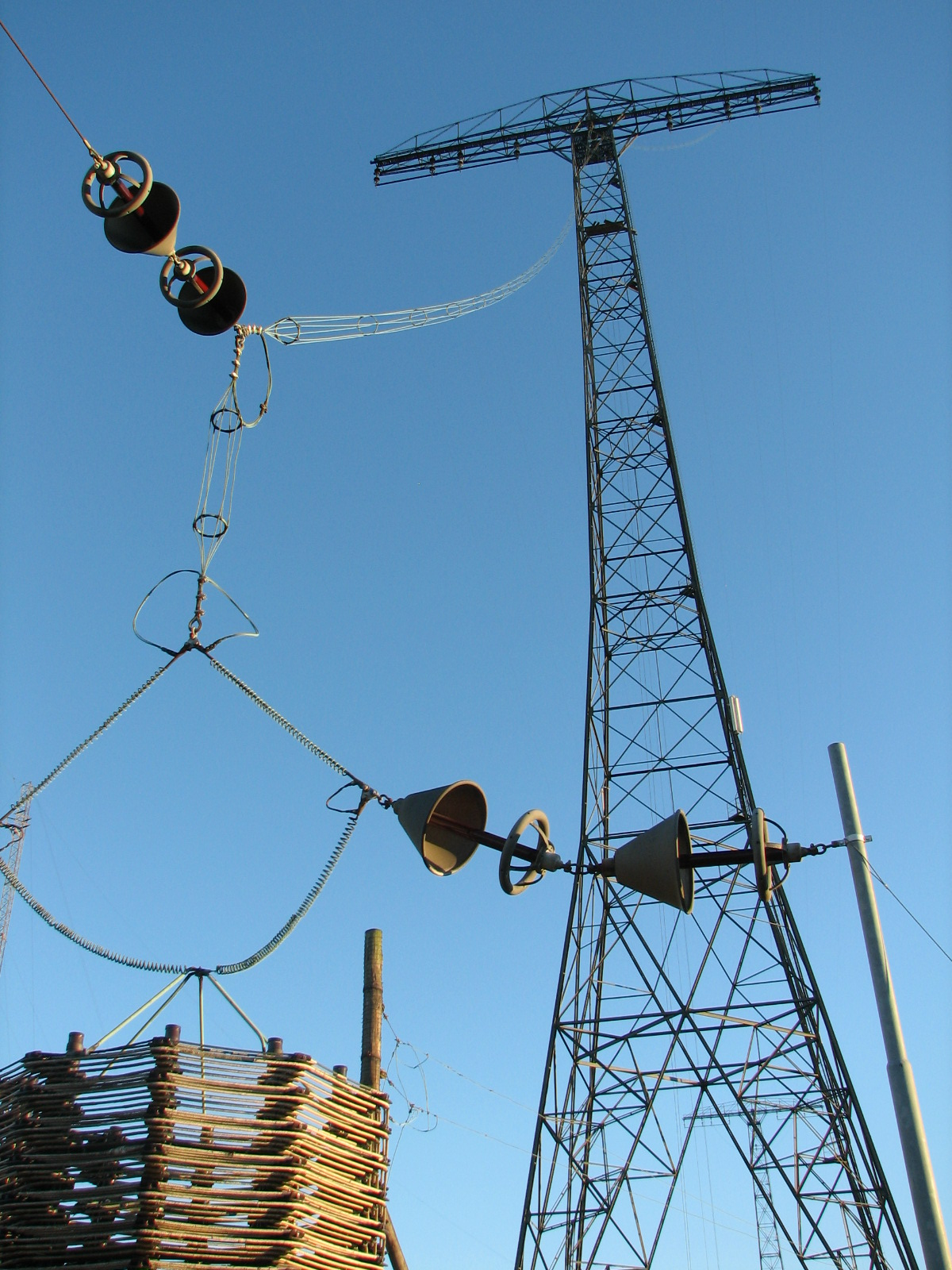
Radiostationen i Grimeton

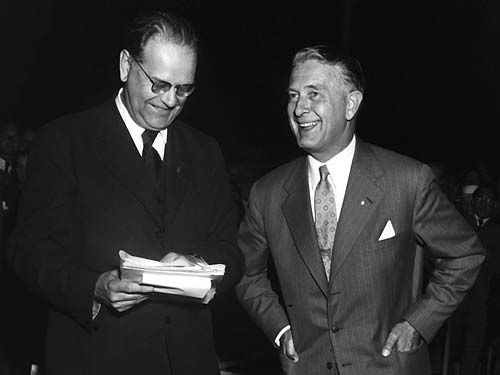
Bertil Ohlin

  - Den stora radiostationen i Grimeton i Halland öppnas för kommersiell trafik.
  - Ett kommunistuppror i Estland slås ned.
- 3 december
  - Skämttidningarna Strix och Söndags-Nisse sammanslås till en tidning, Söndagsnisse-Strix.
  - Svenska delegater beger sig till Rom, för att delta i NF:s möte angående Italiens besättande av den grekiska ön Korfu. Man medför en krans att nedläggas på den mördade italienske politikern Matteottis grav, vilket ogillas av Mussolini, då Matteotti var socialist.
- 4 december – Ångaren Siri av Göteborg förstörs på Skagerack totalt av eld. Besättningen räddas av en tysk ångare.
- 5 december – Storbritannien går till parlamentsval. Conservative Party vinner en klar majoritet, medan Labour går tillbaka något och Liberal Party går ner från 158 till 40 mandat. Den konservative partiledaren Stanley Baldwin bildar ny regering.
- 7 december – Ett tyskt smuggelfartyg anlöper Sundsvall på grund av maskinskada. Lasten på nära 100 000 liter sprit beslagtas.
- 8 december – Utanför Skagen påseglas nattetid barken Tana av Råå med en besättning av 14 man, varav sju omkommer då fartyget sjunker.
- 8–13 december – NF:s möte i Rom hålls, men den svenske utrikesministern Östen Undén kan ej närvara, då han ligger sjuk på sitt hotell i staden.
- 9 december – Wargöns AB:s stora brädgård i Hällefors spolieras av eld. 6 000 standards virke förstörs. Branden är den största i mannaminne i Bergslagen.
- 14 december – Eldsvåda härjar Ecks verkstäder i Partille. Skadorna uppskattas till 3 miljoner kronor.
- 15 december – Järnvägen Hällnäs–Lycksele, den första etappen på tvärbanan som skall sammanbinda inlandsbanan med norra stambanan, invigs.
- 17 december – 25-årige Bertil Ohlin blir professor i statskunskap i Köpenhamn [4].
- 20 december – Adolf Hitler friges från Landsbergsfängelset efter att ha avtjänat knappt ett år av sitt femåriga fängelsestraff. Med sig ut har han manuskriptet till boken "Min kamp" [3].
- 23 december – Jultrafiken vid Stockholms central sätter rekord vad beträffar antalet tåg.
- 24 december
  - Åtta personer dödas då ett passagerarflygplan på väg från London till Paris störtar och orsakar den dittills största flygolyckan.[4]
  - Albanien utropas till republik.
- 30 december
  - Eriksbergs Mekaniska Verkstads nya flytdocka i Göteborg invigs. Dockan är den största i Skandinavien med en lyftkraft på 18 000 ton.
  - Den amerikanske astronomen Edwin Hubble anger att det existerar flera galaxer.
- 31 december – Vid ett starkt åskväder i Boråstraktaten slår blixten ned i Haby kraftstation.

### Okänt datum
- Temporary Slavery Commission bildas av Nationernas förbund.
- Föreningen Stockholms landsstormskvinnor bildas.
- Arbetet med den första Volvon påbörjas.
- Nordens största sluss invigs i Södertälje.
- Häftig debatt i Sveriges riksdag när AK diskuterar förslag om att göra Sverige till republik [8].
- Svenskt rekord i bilkörning på sluten bana noteras, med 96 kilometer i timmen som genomsnittsfart [8].
- Övergångsställen målas med gula streck på Stockholms gator [8].
- Mul- och klövsjuka i Sverige drabbar på ett år 260 000 kreatur som måste slaktas [8].
- Beslagtagen smuggelsprit från främst Baltikum till Sverige blir under ett år 180 757 liter [8].
- KF inleder egen tillverkning då man tar över kvarnen Tre Kronor [9].
- Herointillverkning förbjuds i USA [10].
- En stor konferens hålls för att reglera cannabis. Framför allt har Egypten stora problem [10].

## Födda

### Första kvartalet

#### Januari
- 1 januari – Macías Nguema, ekvatorialguineas president 1968–1979.
- 3 januari – Marianne Gyllenhammar, svensk skådespelare.
- 4 januari – Charles Thone, amerikansk republikansk politiker.
- 5 januari – Olle Grönstedt, svensk skribent, filmrecensent och skådespelare.
- 6 januari – Kettil Bruun, finländsk sociolog. (död 1985)
- 10 januari – Max Roach, amerikansk jazztrumslagare.
- 19 januari – Nicholas Colasanto, amerikansk skådespelare.
- 22 januari – Bengt Lindström, svensk skådespelare.
- 23 januari – Paul Feyerabend, österrikisk filosof.
- 26 januari
  - Alice Babs, född Nilsson, svensk sångare och skådespelare.[8]
  - James W. McCord Jr, amerikansk CIA tjänsteman.
- 27 januari – Rauf Denktaş, turkcypriotisk advokat och politiker, Nordcyperns president 1985–2005.
- 30 januari – Lloyd Alexander, amerikansk översättare och författare.

#### Februari
- 6 februari – Billy Wright, engelsk fotbollsspelare och -tränare.
- 9 februari – Bengt Carenborg, svensk skådespelare.
- 11 februari – Budge Patty, amerikansk tennisspelare.
- 13 februari – Kurt Willbing, svensk barn- och ungdomsskådespelare.
- 19 februari – Lee Marvin, amerikansk skådespelare.
- 21 februari
  - William Hathaway, amerikansk demokratisk politiker.
  - Robert Mugabe, diktatorisk president i Zimbabwe.
- 24 februari
  - Teresa Bracco, italiensk jungfrumartyr, saligförklarad.
  - Abe Vigoda, amerikansk skådespelare.
- 28 februari – Robert A. Roe, amerikansk demokratisk politiker, kongressledamot 1969–1993.

#### Mars
- 2 mars – Lys Assia, schweizisk sångare
- 8 mars – Anthony Caro, brittisk skulptör.
- 15 mars – Walter Gotell, tysk-brittisk skådespelare.
- 22 mars – Al Neuharth, amerikansk publicist.
- 23 mars – Ingrid Magnusson, svensk operasångare och skådespelare.
- 27 mars – Sarah Vaughan, amerikansk jazzsångare.
- 28 mars – Arne Söderberg, svensk musiker, musiklärare och kompositör.

### Andra kvartalet

#### April
- 1 april – Birgitta Pramm-Johansson, svensk fotograf och TV-producent.
- 2 april – Kurt-Olof Sundström, svensk skådespelare, regissör och manusförfattare.
- 3 april - Marlon Brando, amerikansk skådespelare.
- 7 april – Espen Skjønberg, norsk skådespelare.
- 13 april – Stanley Donen, amerikansk filmregissör.
- 14 april – Ruud van Feggelen, nederländsk vattenpolospelare och -tränare.
- 16 april – Henry Mancini, amerikansk kompositör, pianist och dirigent.
- 22 april – Gunnar Arvidsson, svensk journalist och TV-profil.
- 25 april – Ragnar Jahn, svensk skådespelare.

#### Maj
- 1 maj – Grégoire Kayibanda, Rwandas förste president. (död 1976)
- 12 maj – Erich Conard, svensk pressfotograf.
- 18 maj – Priscilla Pointer, amerikansk skådespelare. (död 2025)
- 19 maj – Lennart Cedrup, svensk journalist.
- 22 maj – Charles Aznavour, fransk sångare och skådespelare. (död 2018)
- 29 maj – Lars Bo, dansk konstnär. (död 1999)
- 31 maj – Gisela May, tysk skådespelare. (död 2016)

#### Juni
- 3 juni – Torsten Wiesel, svensk-amerikansk vetenskapsman, nobelpristagare 1981.
- 6 juni – Lill Arncloo, svensk skådespelare. (död 1969)
- 12 juni – George H.W. Bush, amerikansk politiker, USA:s president 1989–1993. (död 2018)
- 16 juni – E. Balanandan, indisk politiker och fackföreningsman. (död 2009)
- 20 juni – Audie Murphy, USA:s mest dekorerade soldat under andra världskriget och skådespelare. (död 1971)
- 21 juni – Pontus Hultén, svensk museiman och konstsamlare. (död 2006)
- 23 juni
  - Per Gerhard, svensk manusförfattare, skådespelare, regissör och teaterledare, son till Karl Gerhard. (död 2011)
  - Ranasinghe Premadasa, Sri Lankas president 1989–1993. (död 1993)
- 24 juni – Ewert Ellman, svensk skådespelare. (död 1977)
- 28 juni – Marc Wallenberg, svensk bankman. (död 1971)
- 29 juni – Philip H. Hoff, amerikansk demokratisk politiker, guvernör i Vermont 1963–1969. (död 2018)

### Tredje kvartalet

#### Juli
- 4 juli – Eva Marie Saint, amerikansk skådespelare.
- 5 juli – Edward Idris Cassidy, australisk kardinal. (död 2021)
- 6 juli – Louie Bellson, amerikansk storbandstrumslagare. (död 2009)
- 8 juli – Anton Schwarzkopf, tysk berg- och dalbanekonstruktör. (död 2001)
- 11 juli – Curt Åström, svensk skådespelare, sångare, kompositör och textförfattare. (död 1986)
- 14 juli – Marianne Anderberg, svensk skådespelare.
- 15 juli
  - Jeremiah Denton, amerikansk republikansk politiker och amiral, senator 1981–1987.
  - Marianne Bernadotte (född Lindberg), svensk skådespelare och filantrop, änka efter Sigvard Bernadotte.
- 20 juli – Tor Isedal, svensk skådespelare.
- 24 juli
  - Rune Jansson, svensk skådespelare.
  - Stig Wallgren, svensk reklamman, konstnär, kompositör, sångtextförfattare, artist och författare.
- 25 juli – Frank Church, amerikansk demokratisk politiker, senator 1957–1981. (död 1984)
- 30 juli – Hugh Gallen, amerikansk demokratisk politiker, guvernör i New Hampshire 1979–1982. (död 1982)

#### Augusti
- 1 augusti – Georges Charpak, polsk-fransk fysiker, nobelpristagare.
- 3 augusti – Leon Uris, amerikansk författare.
- 10 augusti
  - Sven-Eric Gamble, svensk skådespelare.
  - Jean-François Lyotard, fransk filosof.
- 12 augusti – Mohammad Zia ul-Haq, pakistansk militär och politiker, Pakistans president 1978–1988.
- 13 augusti – Meta Velander, svensk skådespelare.
- 22 augusti – Madame Nhu, sydvietnamesisk politiker.
- 24 augusti – Ulla Holmberg, svensk skådespelare.
- 25 augusti – Allan Edwall, svensk skådespelare, författare, regissör [8], musiker.
- 28 augusti – Janet Frame, nyzeeländsk författare.
- 29 augusti – Dinah Washington, amerikansk R&B-sångare.
- 30 augusti – Ulf Albert Sandström, svensk musiker, kompositör och textförfattare.

#### September
- 6 september – John Melcher, amerikansk demokratisk politiker, senator 1977–1989.
- 9 september
  - Russell M. Nelson, amerikansk religiös ledare.
  - Henrik Tikkanen, finlandssvensk illustratör och författare.
- 10 september
  - Carl-Axel Heiknert, svensk skådespelare och regiassistent.
  - Sissi Kaiser, svensk skådespelare.
  - Putte Wickman, svensk musiker.
- 13 september – Maurice Jarre, fransk kompositör av filmmusik.
- 16 september – Lauren Bacall, amerikansk skådespelare. (död 2014)
- 19 september – Marianne Schüler, svensk dansare och skådespelare. (död 1977)
- 28 september – Marcello Mastroianni, italiensk skådespelare. (död 1996)
- 30 september – Cecil Heftel, amerikansk demokratisk politiker. (död 2010)

### Fjärde kvartalet

#### Oktober
- 1 oktober
  - Jimmy Carter, amerikansk politiker, USA:s president 1977–1981, mottagare av Nobels fredspris 2002. (död 2024)
  - William Rehnquist, amerikansk jurist, chefsdomare i USA:s högsta domstol 1986–2005. (död 2005)
- 4 oktober – Charlton Heston, amerikansk filmskådespelare och författare. (död 2008)
- 6 oktober – Gunnar Hedberg, svensk skådespelare. (död 1985)
- 7 oktober – Ruth Prawer Jhabvala, tysk-brittisk författare.
- 10 oktober – Ed Wood, amerikansk filmregissör.
- 13 oktober – Harry Schein, svensk författare, bankman, publicist, chef för Filminstitutet [8].
- 14 oktober – Gunnel Linde, svensk TV- och radioproducent, författare, grundare av föreningen BRIS.
- 18 oktober – Leif Liljeroth, svensk skådespelare.
- 21 oktober – Sten Gester, svensk skådespelare.
- 31 oktober – Lars Widding, svensk journalist och författare.[8]

#### November
- 14 november – Kenneth J. Gray, amerikansk demokratisk politiker, kongressledamot 1955–1974 och 1985–1989. (död 2014)
- 17 november – Maj-Briht Bergström-Walan, svensk sexolog och psykoterapeut. (död 2014)
- 18 november – Philip Stone, brittisk skådespelare. (död 2003)
- 20 november
  - Benoît Mandelbrot, polskfödd, fransk matematiker, en frontfigur inom fraktal geometri. (död 2010)
  - Michael Riffaterre, fransk litteraturvetare. (död 2006)
- 23 november – Ulla Akselson, svensk skådespelare. (död 2007)
- 27 november – Nils Åsblom, svensk skådespelare. (död 1992)
- 30 november – Shirley Chisholm, amerikansk politiker. (död 2005)

#### December
- 2 december
  - Alexander Haig, amerikansk general, politiker, NATO-ÖB. (död 2010)
  - Vilgot Sjöman, svensk filmskapare. (död 2006)
- 3 december – Ralph Regula, amerikansk republikansk politiker, kongressledamot 1973–2009. (död 2017)
- 5 december – George Savalas, amerikansk skådespelare. (död 1985)
- 9 december – Ellika Mann, svensk skådespelare.
- 11 december – Maj-Britt Nilsson, svensk skådespelare och sångerska.
- 13 december – Bertil Gärtner, svensk biskop i Göteborgs stift 1970–1991, professor emeritus.
- 14 december – Raj Kapoor, indisk skådespelare.
- 20 december
  - Arne Domnérus, svensk jazzmusiker och orkesterledare [8].
  - Friederike Mayröcker, tysk författare.
- 22 december – Marianne Stjernqvist, svensk skådespelare på ett flertal stadsteatrar samt TV-teatern.
- 27 december – James A. McClure, amerikansk republikansk politiker, senator 1973–1991.
- 28 december – Åke Gyllström, svensk järnvägstjänsteman.

### Okänt datum
- Masja Bruskina, rysk judinna, sjuksköterska och partisan.

## Avlidna

### Första kvartalet

#### Januari
- 2 januari – Nathan B. Scott, 81, amerikansk republikansk politiker och affärsman, senator 1899–1911.
- 9 januari – Basil Lanneau Gildersleeve, 92, amerikansk klassisk filolog.
- 12 januari – William V. Allen, 76, amerikansk politiker.
- 14 januari – Arne Garborg, 72, norsk författare.
- 21 januari – Vladimir Lenin, 53, sovjetrysk politiker[3].
- 24 januari – Marie-Adelaïde, 29, storhertiginna av Luxemburg.

#### Februari
- 3 februari – Woodrow Wilson, 67, amerikansk politiker, USA:s president 1913–1921, mottagare av Nobels fredspris 1919.
- 5 februari – Joseph M. Carey, 79, amerikansk republikansk politiker och jurist.
- 28 februari – Hanna Ouchterlony, 85, Frälsningsarméns grundare i Sverige.

#### Mars
- 11 mars
  - Archibald Meston, 72, australisk politiker.
  - Helge von Koch, 54, svensk matematiker.
- 20 mars – Fernand Cormon, 78, fransk konstnär.
- 31 mars
  - Nilo Peçanha, 56, Brasiliens president 1909-1910.
  - Henning Berger, 51, svensk författare.

### Andra kvartalet

#### April
- 3 april – Ebenezer J. Ormsbee, 89, amerikansk republikansk politiker, guvernör i Vermont 1886–1888.
- 4 april – Arnold Pick, 72, tjeckoslovakisk neurolog och psykiater.
- 10 april – Hugo Stinnes, 54, tysk industrialist och politiker.
- 21 april – Eleonora Duse, 65, italiensk skådespelare.

#### Maj
- 3 maj – Margaret Maher, 83, tjänsteflicka hos Emily Dickinson.
- 4 maj – Edith Nesbit, 65, brittisk författare.
- 5 maj – Frederick W. Mulkey, 50, amerikansk republikansk politiker, senator 1907 och 1918.

#### Juni
- 3 juni – Franz Kafka, 40, tyskspråkig judisk författare [3], död i TBC [4].
- 8 juni – George Mallory, 37, brittisk bergsbestigare.
- 10 juni – Giacomo Matteotti, 39, italiensk socialistisk politiker.

### Tredje kvartalet

#### Juli
- 1 juli – Torsten Wasastjerna, 60, finländsk konstnär.
- 13 juli – Alfred Marshall, 81, brittisk nationalekonom.
- 27 juli – Ferruccio Busoni, 58, italiensk kompositör.

#### Augusti
- 3 augusti – Joseph Conrad, 66, polsk-brittisk författare.
- 18 augusti – LeBaron B. Colt, 78, amerikansk republikansk politiker och jurist, senator 1913-1924.
- 28 augusti – Henry Gage, 71, amerikansk republikansk politiker, Kaliforniens 20:e guvernör 1899–1903.

#### September
- 18 september – F.H. Bradley, 78, brittisk filosof.
- 22 september – Robert J. Gamble, 73, amerikansk republikansk politiker, senator 1901–1913.

### Fjärde kvartalet

#### Oktober
- 2 oktober – William B. Ross, 50, amerikansk demokratisk politiker, guvernör i Wyoming 1923-1924.
- 8 oktober – Ida Högstedt, 56, svensk författare.
- 12 oktober – Anatole France, 80, fransk författare, nobelpristagare 1921.
- 22 oktober – Henry Augustus Buchtel, 77, amerikansk republikansk politiker och präst, guvernör i Colorado 1907–1909.

#### November
- 3 november – Cornelius Cole, 102, amerikansk republikansk politiker, senator 1867–1873.
- 4 november – Gabriel Fauré, 79, fransk tonsättare, pianist och organist.
- 21 november – Alois Riehl, 80, österrikisk filosof.
- 24 november – Charles S. Fairchild, 82, amerikansk politiker, USA:s finansminister 1887–1889.
- 29 november – Giacomo Puccini, 65, italiensk operakompositör[2].

#### December
- 8 december
  - Carl Anton Larsen, 64, norsk sjökapten, valfångare och upptäcktsresande.
  - Xaver Scharwenka, 74, polsk-tysk pianist och kompositör.
- 28 december – Léon Bakst, 58, rysk målare och scenograf.

## Nobelpris[11]
- Fysik – Manne Siegbahn, Sverige
- Kemi – Inget pris utdelades
- Medicin – Willem Einthoven, Nederländerna
- Litteratur – Władysław Reymont, Polen
- Fred – Inget pris utdelades

### Fotnoter
1. 1 2 3 4 5 6 7 8 9 10  Sverige 1900-talet – 1924, NE, Bra Böcker, 2000
2. 1 2 3 4  Faktakalendern 2000 – 1924 (Utlandet) , Semic, 1999
3. 1 2 3 4 5 6 7 8 9 10 11 12 13 14 15 16 17 18  20:e århundrades När Var Hur – 1924, Bernt Himmelstedt, Forum, 1999
4. 1 2 3 4 5  100 år med Aftonbladet – 1924, 1999
5. 1 2 3  ”USA:s militära insatser i utlandet”. Arkiverad från originalet den 9 december 2013. https://web.archive.org/web/20131209174005/http://www.history.navy.mil/library/online/forces.htm. Läst 31 januari 2011.
6. ↑  75 år Sverige, Carl-Adam Nycop, Bokförlaget Bra böcker, 1976, sidan 67 – Gösta Berglings saga som film
7. ↑  75 år Sverige, Carl-Adam Nycop, Bokförlaget Bra böcker, 1976, sidan 68 – Panoptikon realiseras
8. 1 2 3 4 5 6 7 8 9 10 11 12 13 14 15 16 17  Hundra år i Sverige – 1924, Hans Dahlberg, Albert Bonniers, 1999
9. ↑  Sverige 1900-talet – KF en folkrörelse med ideal, NE, Bra Böcker, 2000
10. 1 2  Narkotika
11. ↑  ”Nobelpriset”. https://www.nobelprize.org/prizes/lists/all-nobel-prizes/. Läst 10 april 2011.